# Edwardstone
Edwardstone é uma vila e paróquia civil do distrito de Babergh, no Condado de Suffolk, na Inglaterra. A paróquia inclui Mill Green, Priory Green, Round Maple e Sherbourne Street. Sua população é de 352 habitantes (2011). Edwardstone foi registrada no Domesday Book de 1086 como Eduardestuna.